# Ciudad Anáhuac
Ciudad Anáhuac är en ort i Mexiko.   Den ligger i kommunen Anáhuac och delstaten Nuevo León, i den centrala delen av landet, 900 km norr om huvudstaden Mexico City. Ciudad Anáhuac ligger 197 meter över havet och antalet invånare är 17 181.
Terrängen runt Ciudad Anáhuac är platt. Runt Ciudad Anáhuac är det mycket glesbefolkat, med 3 invånare per kvadratkilometer. Ciudad Anáhuac är det största samhället i trakten. Trakten runt Ciudad Anáhuac består i huvudsak av gräsmarker.